# Quandt
Quandt är en tysk industrifamilj som bland annat är storägare i BMW
Familjen Quandt kommer ursprungligen från Nederländerna men i Tyskland är Pritzwalk i delstaten Brandenburg familjens ursprungliga hemvist. Där startade Emil Quandt familjens kärnverksamhet inom textilindustrin och där fick Günther Quandt storordrar från den tyska krigsmakten som fick familjens företag att växa. Sedan Günther Quandts första hustru Antonie Ewald, Herbert Quandts mor, avlidit i spanska sjukan 1918 gifte han om sig med unga Magda Ritschel. Äktenskapet, där Harald Quandt föddes, blev kortvarigt. Magda gifte senare om sig och blev Magda Goebbels och ingick i den nazistiska partieliten som hustru till Joseph Goebbels. 
Det var under Harald Quandts och Herbert Quandts tid som ledare för familjeföretagen som familjens roll som Tysklands ledande företagsfamilj växte fram. Familjens insatser i BMW är de mest kända men de har haft stora ägarintressen inom bland annat försvarsindustrin och batteritillverkaren Varta.

## Quandt i BMW
Familjen Quandt är storägare till BMW och familjemedlemmarna tillhör de rikaste i Tyskland. Familjens ägande går långt tillbaka i tiden men det var när Herbert Quandt trädde in i företaget som familjens betydelse växte till vad den är idag. 1959 räddade Quandt företaget från att bli uppköpt av Daimler-Benz och inom några år hade BMW under Quandt vänt från att vara på randen till konkurs till att gå med vinst.
Under 1970-talet växte BMW till att idag vara en av Tysklands mest framgångsrika koncerner där familjen Quandt med sina 46 % fortfarande är storägare. Efter att Herbert Quandt avlidit ärvde änkan Johanna Quandt tillsammans med barnen Susanne Klatten och Stefan Quandt andelar i företaget.

## Familjen Quandts andra bolag
Susanne Klatten (född Quandt) äger cirka 50 % av läkemedelsföretaget Altana. Familjen Quandt har intressen i andra företag, bland annat batteritillverkaren Varta.

## Familjemedlemmar
- Günther Quandt (1881–1954)
- Harald Quandt (1921–1967)
- Herbert Quandt (1910–1982)
- Johanna Quandt (1926–2015)
- Stefan Quandt (född 1966)
- Susanne Klatten (född 1962)